# Ricardo Mollo
Ricardo Jorge Mollo (Pergamino, Buenos Aires, 17 de agosto de 1957) es un músico de rock argentino. Cofundador, vocalista y guitarrista de Divididos, fue además guitarrista de Sumo, y también, guitarrista y cofundador de MAM junto a su hermano Omar Mollo.
Es considerado uno de los mejores músicos y compositores del rock argentino. Se destaca también por su virtuosismo con la guitarra, donde es particularmente conocido por su versión del solo de «Voodoo Child» de Jimi Hendrix, que ha interpretado con su guitarra usando sus dientes o algún objeto arrojado por el público como por ejemplo: zanahorias, zapatillas, ojotas, pelotas de tenis, o bastones para ciegos. Es reconocido también por un trato amistoso y personal hacia su público.
En la edición argentina de la revista Rolling Stone del mes de septiembre de 2012, Ricardo Mollo ocupó la segunda posición en el ranking de Los 100 mejores guitarristas del rock argentino, después de Pappo y antes de David Lebón.
Ha producido los discos de Divididos, Sumo, La Renga, Científicos del Palo, Cuca, León Gieco, Almafuerte, MAM, Cienfuegos y Érica García. También produjo y participó como músico invitado junto a Charly García, Pappo, David Lebón, Gustavo Cerati, Los Piojos, Kapanga, Las Pelotas, La Renga, Luis Alberto Spinetta, Pez, Airbag, Wos, entre otros.

## Biografía

### Comienzos
Su pasión por la guitarra apareció cuando un amigo, a los trece años, le mostró a Jimi Hendrix. Mollo quedó encantado con la música del zurdo y más tarde intentaría seguir su estilo musical. Mollo dijo: «Es impresionante como tocaba la viola sin los efectos que existen hoy».
Fue alumno de su hermano mayor, Omar Mollo, quien le enseñó sus primeros acordes cuando vivían en El Palomar.

### MAM
En 1976, su hermano Omar, en voz y guitarra, formó MAM (Mente, Alma, Materia), el grupo lo completaba Ricardo en guitarra, Raúl Lagos en bajo y voz y Juan Domingo Rodríguez en batería. Se separaron en 1980.
Al año, los hermanos Mollo reagruparon nuevamente la banda, pero en esta oportunidad, fue integrada por Diego Arnedo en bajo (quien también acompañaría a Ricardo en Sumo y Divididos) y Marco Pussineri en batería. En el año 1982 se desarmó nuevamente el grupo sin dejar grabado ningún material discográfico oficial de esa etapa.
A finales de la decada del 90, Omar rearmó MAM, con Ricardo como invitado permanente. MAM se separó definitivamente a fines de 2006, un año después de lanzar su segundo disco, llamado Lo Ves.
En el año 2012, Ricardo, al nacer su tercer hijo, reafirmó un lazo muy fuerte que lo une a MAM y a su hermano Omar, y es que los 5 hijos de los hermanos Mollo, en las iniciales de sus nombres, forman las siglas MAM (Mente, Alma, Materia).

### Demo y otras participaciones
En 1982, participó del álbum Me vuelvo cada día más loca de Celeste Carballo tocando la guitarra en el tema «Blues del Veraneo» junto a Leo Sujatovich en teclados, Oscar Moro en batería, Alfredo Toth en bajo y Ana María Quatraro en coros.
Ese mismo año se unió a Demo, banda formada por Rinaldo Rafanelli en la que también estaban Beto Topini y Daniel Leis. Con Demo grabaron un solo disco en 1983, Lumpen.
Participó, también en 1983, del disco Moro - Satragni (álbum) de Oscar Moro y Beto Satragni.

### Sumo
En 1984, ingresó a Sumo como guitarrista, invitado por Diego Arnedo, quien era el bajista de la banda. Con ellos grabó cuatro discos de estudio: Divididos por la felicidad, Llegando los monos, After Chabón y Fiebre. 
El 22 de diciembre de 1987, el cantante de dicha banda, Luca Prodan, fue encontrado muerto en su casa de San Telmo y la banda decidió separarse.

### Divididos
Mollo, Arnedo y Pettinato formaron Divididos (en primer lugar llamados "La División"); mientras que Germán Daffunchio, Alejandro Sokol y Alberto Troglio crearon Las Pelotas (aunque Troglio luego se iría a Buda). Poco tiempo después, Roberto Pettinato se fue a España donde formó Pachuco Cadáver y a su regreso participó principalmente en proyectos televisivos y radiales.
Divididos editó su primer disco en el año 1989, 40 dibujos ahí en el piso, que incluyó temas como: «Haciendo cosas raras», «Che, qué esperás», «Gárgara Larga» y el cover de «Light My Fire», del grupo estadounidense The Doors.
En Divididos, Mollo asumió el rol de guitarrista y vocalista principal siempre acompañado por Arnedo en el bajo, mientras que por la batería han pasado cuatro músicos: Gustavo Collado (ex La Sobrecarga) durante la primera etapa, Federico Gil Solá durante cinco años y Jorge Araujo durante nueve años. En abril de 2004, ingresó como nuevo baterista Catriel Ciavarella el cual ocupa este rol actualmente.

## Premios y reconocimientos
En 1995, fue galardonado con un premio Konex (diploma al mérito) de música popular en la categoría Cantante Masculino de Rock.
En 2013, recibió, en el salón Azul del Congreso de la Nación Argentina, el premio Democracia, entregado por el Centro Cultural Caras y Caretas.
En 2022, fue declarado Personalidad Destacada de la Provincia de Buenos Aires por su trayectoria como "músico, productor musical y divulgador de la música popular argentina".

### Nominación al Grammy Latino
Ha producido el tema «Vete Destino», compuesto por Érica García, lo que le valió a la cantante una nominación al Grammy Latino

## Vida personal
Luego de haberse separado de la cantante y compositora argentina Érica García, a quien le escribió el tema «Ala Delta» y con quien convivió diez años (1989-1999), en el año 2001 comenzó una relación con la actriz, cantante y diseñadora uruguaya Natalia Oreiro, con quien contrajo matrimonio en secreto el 31 de diciembre del mismo año.
Mollo tiene tres hijos: María Azul, nacida en 1982, Martina Aldabel, nacida en 1988 —ambas fruto de su primer matrimonio— y Merlín Atahualpa, nacido en 2012, fruto de su matrimonio con Oreiro.

## Discografía

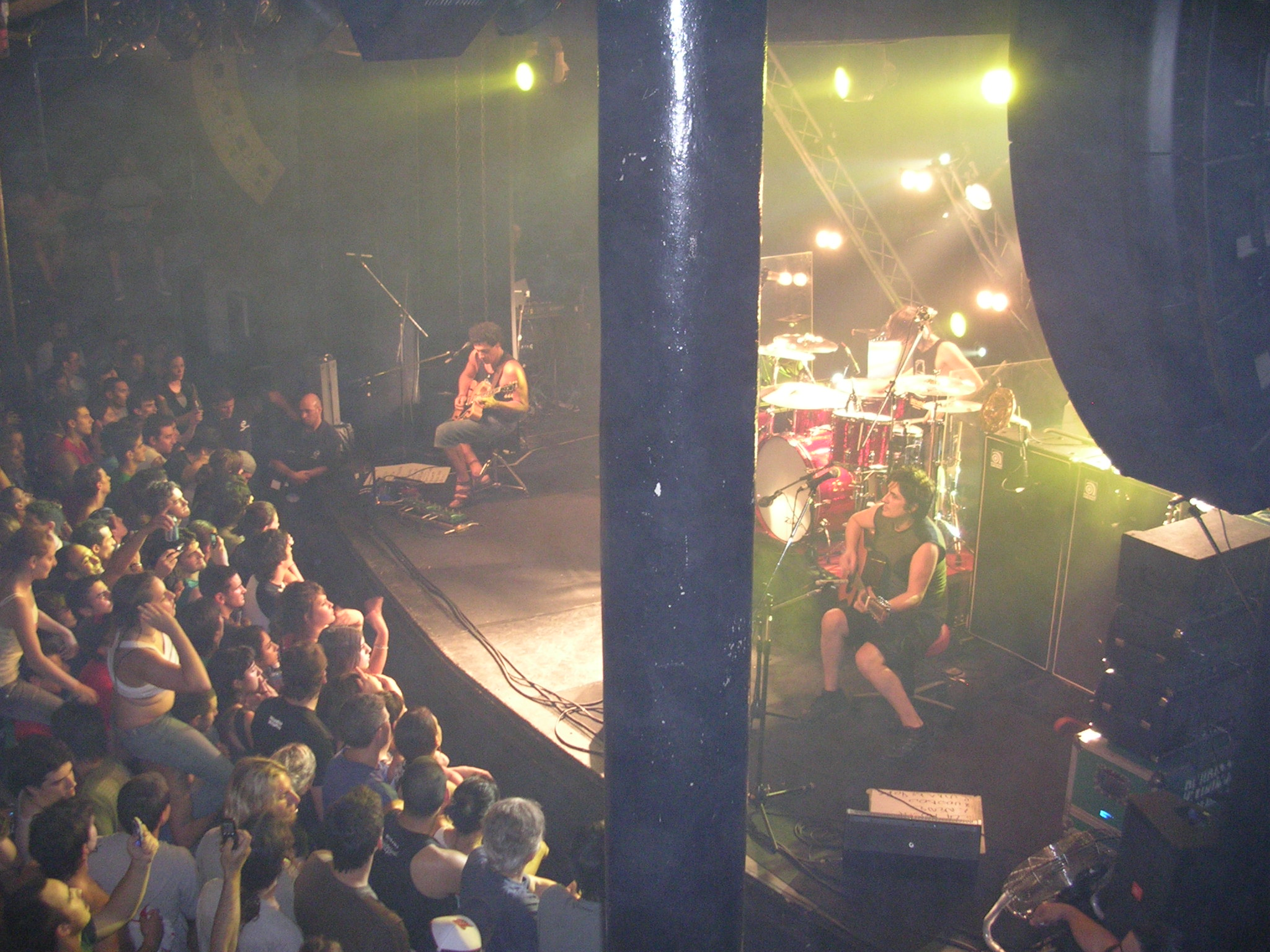
Divididos en La Trastienda, Buenos Aires, 27 de abril de 2006.

### Con Demo
- Lumpen (1983)

### Con Sumo
- Divididos por la felicidad (1985)
- Llegando los monos (1986)
- After Chabón (1987)
- Fiebre (1989)

### Con Divididos
- 40 dibujos ahí en el piso (1989)
- Acariciando lo áspero (1991)
- La era de la boludez (1993)
- Otro le Travaladna (1995)
- Divididos (1996)
- Gol de mujer (1998)
- 10 (1999)
- Narigón del siglo (2000)
- Viveza criolla (2000)
- Vengo del placard de otro (2002)
- Vivo Acá (2003)
- Amapola del '66 (2010)
- Audio y agua (2011)
- En vivo en el Teatro Coliseo (2016)
- Haciendo cosas raras (2018)
- Experiencia 432 (Bulín Finoli) (2022)

### Como invitado
- Celeste Carballo - Me vuelvo cada día más loca (1982)
- Oscar Moro y Beto Satragni - Moro-Satragni (1983)
- Redd Land (Esteban Cerioni Band) - De tiempos pasados (1983)
- Fito Páez - Ey! (1988)
- León Gieco - Orozco (1997)
- Kapanga - Un asado en Abbey Road (1999)
- Pappo - Pappo y amigos (2000)
- León Gieco - Bandidos rurales (2001)
- Sui Generis - Si - Detrás de las paredes (2001)
- Científicos del Palo - Ante Todo Buenas Tardes (2004)
- Los Piojos - Morella (Vélez, 2004)
- La Portuaria - Río (2005)
- Científicos del Palo - Indigencia y Distancia (2007)
- David Lebón - Deja vu (2009)
- Luis Alberto Spinetta - Spinetta y las bandas eternas (2010)
- Lisandro Aristimuño - Mundo Anfibio (2012)
- Airbag - Fugitivo (2013)
- Fabiana Cantilo - Superamor (2015)
- Científicos del Palo - EMMA (2015)
- Palo Pandolfo - Transformación (2016)
- Claudio Marciello - CTM (2017)
- Valeria Lynch - Extraña dama del rock (2018)
- David Lebón - Lebón & Co. (2019)
- Magdalena Fleitas - Risas del Rock (2019)
- Jorge Araujo - Cuerpocomoderno (2020)
- Wos - Culpa (2021)
- Lucas Aráoz - Mis Penas (2022)

### Como productor
- La Renga - Despedazado por mil partes (1996)
- Cuca - El cuarto de Cuca (1997)
- La Renga - La Renga (1998)
- Erica García - El cerebro (1996)
- Erica García - La Bestia (1998)
- Almafuerte - Almafuerte (1998)
- Almafuerte - A fondo blanco (1999)
- Cienfuegos - Hacia el cosmos (1999)
- La Renga - La esquina del infinito (2000)
- Los Piojos - Verde paisaje del infierno (2000)
- La Renga - Insoportablemente vivo (2001)
- Almafuerte - Piedra libre (2001)
- Mimi Maura - Raíces de pasión (2001)
- Karma Sudaca - Furia Interior (2004)
- Científicos del Palo - Indigencia y Distancia (2007)